# Griphotherion
Griphotherion — вимерлий рід нотоунгулятних ссавців з еоцену Аргентини. Викопний скелет був знайдений у формації Lumbrera та описаний у 2011 році як голотип типового виду G. peiranoi.

## Опис
Грифотеріон був невеликим «гризуноподібним» нотоунгулятом, схожим на представників родин Archaeohyracidae, Hegetotheriidae та Mesotheriidae. Він мав багато унікальних особливостей, яких немає в інших нотунглятів, і тому його не віднесли до жодної родини нотунглятів.